# 武圣乡
武圣乡，是中华人民共和国四川省乐山市沐川县下辖的一个乡镇级行政单位。

## 行政区划
武圣乡下辖以下地区：
罗山村、柏杨村、红星村、桂花村、新民村、草坪村、石马村、新店村、炮房村、白凤村、苦竹村、罗沟村和德胜村。